# Eptatretus strickrotti
Eptatretus strickrotti is een soort uit de familie der slijmprikken (Myxinidae).